# Varsjavskaja
Varsjavskaja (Russisch: Варшавская uitspraakⓘ) is een station aan de Grote Ringlijn van de Moskouse metro. De naam dankt het station aan de bovengelegen straat die op haar beurt is genoemd naar de Poolse hoofdstad Warschau. Het station is tussen 1965 en 1969 gebouwd als onderdeel van de ZiL-verlenging. Hierbij werden ten behoeve van het woon-werkverkeer drie stations van de Grote Ringlijn (lijn 11) alvast gebouwd. 
Operationeel maakte het station tot 1995 deel uit van de zijlijn van lijn 2, sindsdien fungeert de lijn onder nummer 11 zelfstandig. Het depot voor de Grote Ringlijn bij station Varsjavskaja is ook destijds gebouwd. De rest van de buitenring heeft echter ruim 40 jaar alleen op papier bestaan en is pas in het tienjarenplan 2011-2020, met enige aanpassingen, opgenomen als het BKL project. In verband met de bouw van de tunnel naar het westen is Kachovskaja op 30 maart 2019 tijdelijk gesloten. Varsjavskaja werd op 26 oktober 2019 gesloten voor groot onderhoud en aanpassingen voor de Grote Ringlijn. Het station werd op 1 maart 2023, tegelijk met de voltooiing van de Grote ringlijn, heropend.

## Galerij

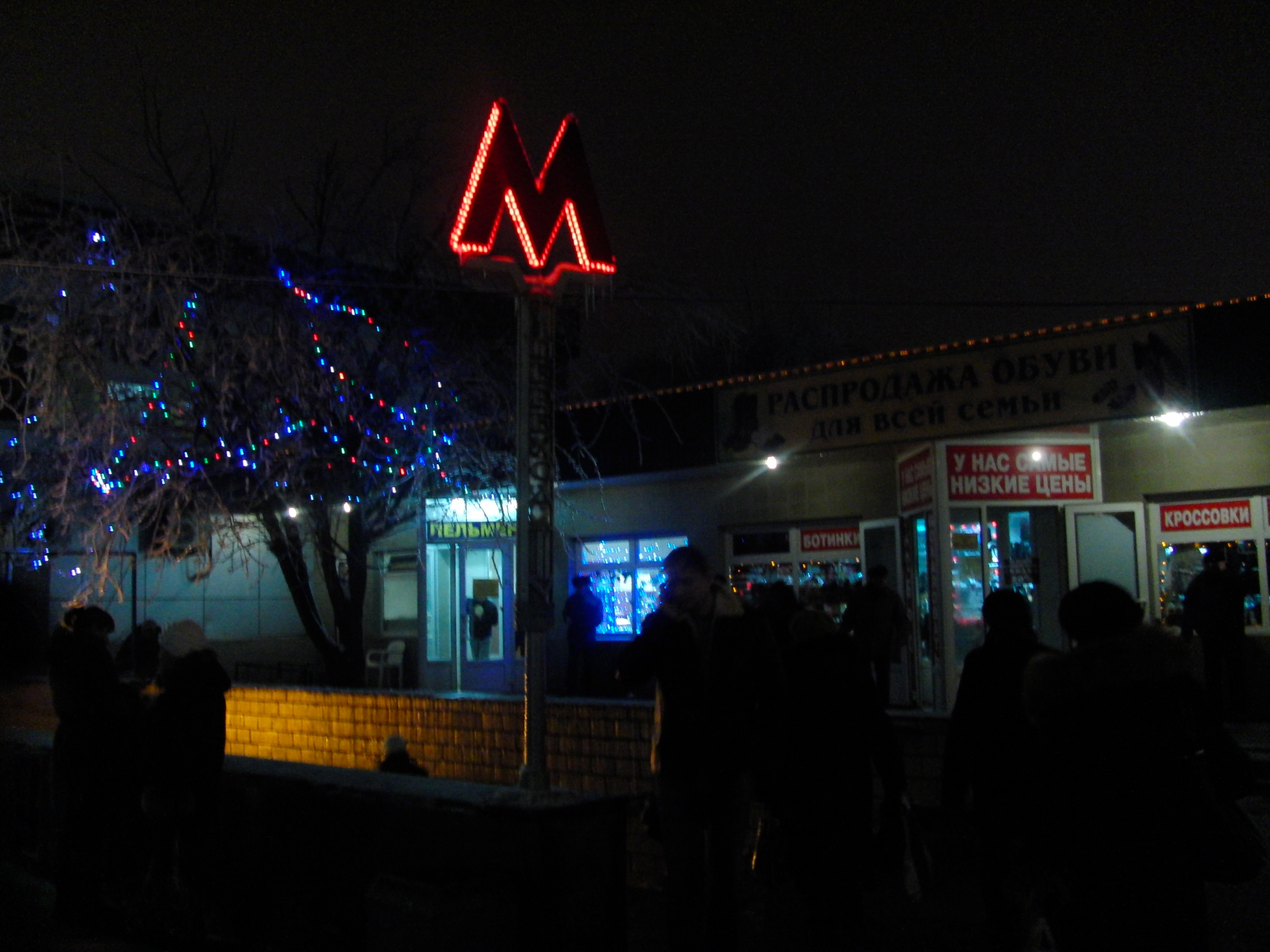
Het toegangsgebouw
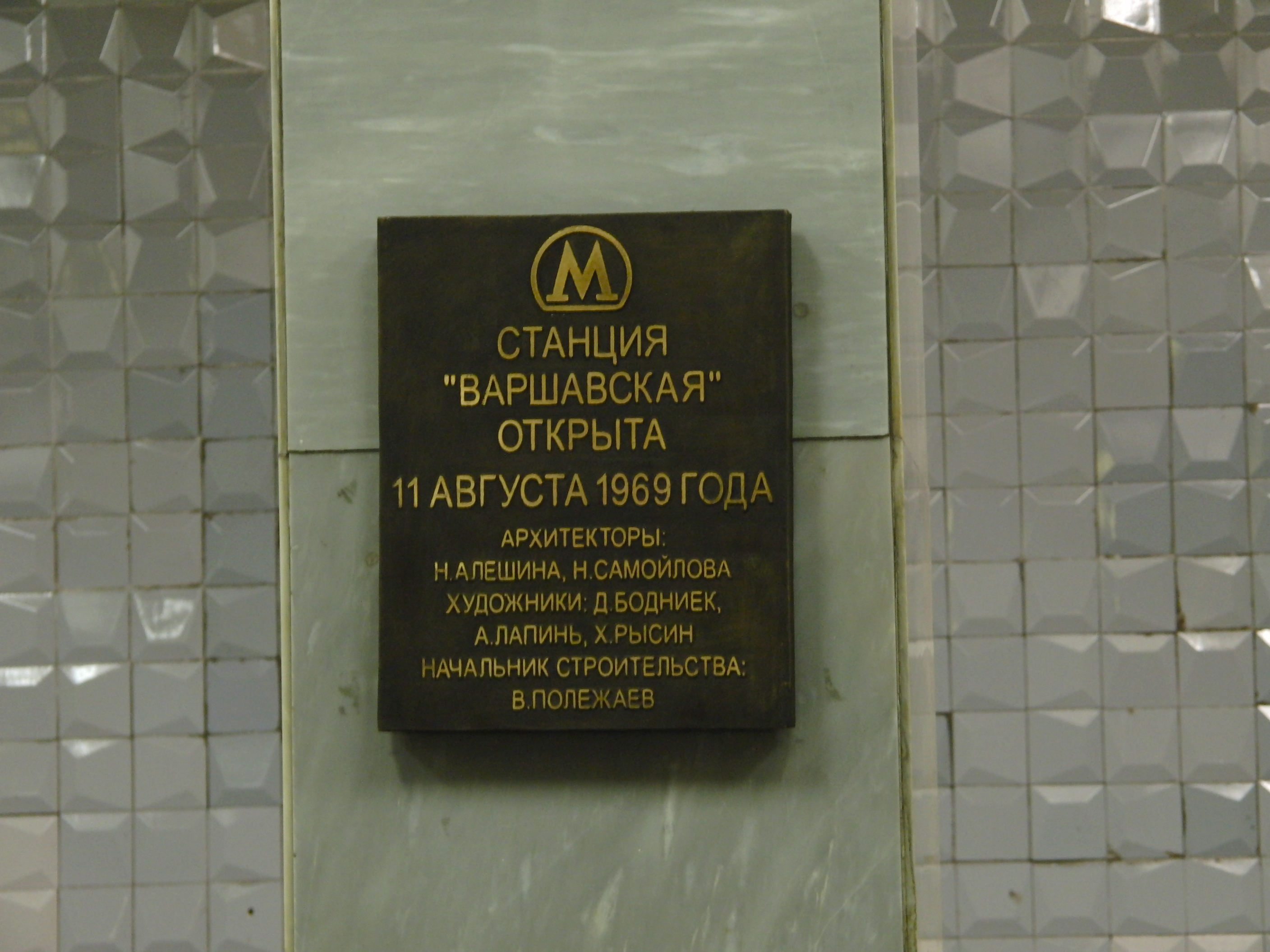
Het officiële naambord